# سد وقراقوچا
سد وقراقوچا (به اسپانیایی: Waqraqucha) یک دریاچه در پرو است که در Junín Region, Junín Province واقع شده‌است.